# Justice League Task Force (fumetto)
Justice League Task Force è una serie mensile a fumetti della DC Comics degli anni novanta e del gruppo di supereroi omonimo.
La serie durò 37 numeri (più un numero zero) da giugno 1993 a luglio 1996. A quell'epoca le storie della Justice League of America erano divise in tre serie diverse: Justice League America, Justice League Europe (JLE) e Justice League Quarterly (JLQ).
Spin-off mensile della Justice League dell'Universo DC. Rimpiazzò l'allora cancellato Justice League International (originariamente Justice League Europe) e ne uscirono 18 numeri dal 1994 al 1996. Justice League Task Force era uno spin-off di Justice League Europe, una serie che venne pubblicata da aprile 1989 a maggio 1993.
Il supergruppo comprendeva diversi membri della JLE, e venne chiamato in azione da Hannibal Martin, un rappresentante delle Nazioni Unite, che chiese a Martian Manhunter di selezionare un "gruppo d'attacco" tra i membri della Justice League e di guidarli in una missione speciale.